# Bonheur d'occasion (film)
Pour les articles homonymes, voir Bonheur d'occasion.
Pour plus de détails, voir Fiche technique et Distribution.
Bonheur d’occasion est un film réalisé et scénarisé par Claude Fournier et produit par l'Office national du film du Canada en 1983. Le film est une adaptation fidèle du roman du même titre de l'auteure canadienne Gabrielle Roy, qui a eu le Prix Fémina de 1947.
Universal Pictures, de Hollywood, avait acheté les droits du roman si populaire pour en faire un film, mais il n'a jamais été réalisé.
Une longue version du film a été diffusée en cinq parties de 60 minutes (avec publicités) du 24 octobre au 21 novembre 1984 à la Télévision de Radio-Canada.

## Synopsis
En 1940, à Montréal dans le quartier Saint-Henri, la Seconde Guerre mondiale qui ravage l'Europe amène l'espoir d’un terme à la dépression économique, qui maintient jusque-là Saint-Henri dans la pauvreté. Florentine Lacasse y travaille au comptoir-restaurant des Quinze-Cents. Elle remet son petit salaire à ses parents pour aider à la subsistance de sa famille nombreuse. Jean Lévesque séduit Florentine, mais sa pauvre condition ne convient pas à ses ambitions. Il essaie de la faire s'amouracher d'un copain, Emmanuel Létourneau. Le film raconte l'histoire de ces trois relations avec, en arrière-plan, la vie familiale difficile des Lacasse.

## Fiche technique
- Réalisation : Claude Fournier
- Production : Marie-José Raymond
- Scénario : Claude Fournier et Marie-José Raymond
- Photographie : Savas Kalogeras
- Directeur artistique : Denis Boucher
- Montage : André Corriveau
- Musique : François Dompierre

## Distribution
- Mireille Deyglun : Florentine Lacasse
- Marilyn Lightstone : Rose-Anna Lacasse
- Michel Forget : Azarius Lacasse
- Pierre Chagnon : Jean Lévesque
- Liliane Clune : Jenny, l'infirmière
- Marie-Josée Gauthier : Invitée au party
- Charlotte Laurier : Yvonne Lacasse
- Martin Neufeld : Emmanuel Létourneau
- Michel Daigle : Octave
- Françoise Graton : Madame Létourneau
- Gabriel Gascon : Le curé
- Linda Sorgini : Marguerite
- Howard Ryshpan : Docteur Katz
- André Chamberland : Invité au party
- Claude Jutra : Monsieur Létourneau
- Dennis O'Connor : Phil Morin
- Monique Spaziani : Marie Létourneau
- René Richard Cyr : Alphonse
- André Lacoste : Pitou
- Gratien Gélinas : Sam Latour
- Johanne McKay : Lucie Lacasse
- Thuryn Pranke : Philippe Lacasse
- Thomas Hellman : Daniel Lacasse
- Jean Belzil-Gascon : Eugène Lacasse
- Frédéric Brossoit : Albert Lacasse
- Valérie Schimek Lalonde : Gisèle Lacasse
- Janou St-Denis : Concierge
- Muriel Dutil : Sage-femme
- Jacqueline Barrette : Voisine des Lacasse
- Louisette Dussault : Vendeuse
- Hubert Loiselle : Client
- Gisèle Schmidt : Grand-mère
- Françoise Berd : Maman Philibert
- Louis Cyr : Boisvert
- Pierre Labelle : Propriétaire Taxi
- Louise Laparé : Sœur
- Janine Sutto : Anita
- Éric Hamel : Nouveau-né Lacasse

## Prix
- 1983 : Prix de la presse internationale pour le meilleur long métrage canadien en dehors de la compétition au Festival des films du monde de Montréal.

## Éléphant
Fournier a pu produire une « version intégrale du réalisateur » de 178 minutes lors de la numérisation et a sorti le film dans la base de données Éléphant de Québecor en 2012. Cette dernière version a permis de faire revivre certains personnages qui avaient été inclus dans le tournage mais avaient dû être sacrifiés pour des raisons de durée dans la version originale.